# Řád rudé hvězdy práce
Řád rudé hvězdy práce byl československý řád zřízený podle vládního nařízení č. 24/1955 Sb. ze dne 4. května 1955 (spolu s Řádem rudého praporu práce, vyznamenáními Za pracovní věrnost a Za pracovní obětavost) a propůjčovaný „za vynikající zásluhy získané dlouholetou, houževnatou, obětavou a příkladnou prací na rozhodujících úsecích hospodářské, vědecké nebo kulturní výstavby socialismu, prodchnutou věrností k povolání.“ (Řád rudého praporu práce byl udělován za celoživotní dílo). Věci řádu byly svěřeny předsedovi vlády a ten také vydal stanovy řádu jako vyhlášku předsedy vlády č. 26/1955 Sb. Odznak řádu se nosil za Řádem práce.

## Právní normy
- vládní nařízení č. 24/1955 Sb., kterým se zakládají řády „Řád Rudého praporu práce“, „Řád Rudé hvězdy práce“ a vyznamenání „Za pracovní věrnost“ a „Za pracovní obětavost“
- vyhláška předsedy vlády č. 26/1955 Sb., kterou se vyhlašují stanovy řádů „Řád Rudého praporu práce“, „Řád Rudé hvězdy práce“ a vyznamenání „Za pracovní věrnost“ a „Za pracovní obětavost“
- zákon č. 404/1990 Sb., o státních vyznamenáních České a Slovenské Federativní Republiky (ruší udělování řádu)